# DEFB127
DEFB127‏ (Defensin beta 127) هوَ بروتين يُشَفر بواسطة جين DEFB127 في الإنسان.